# Чорноморський яхт-клуб

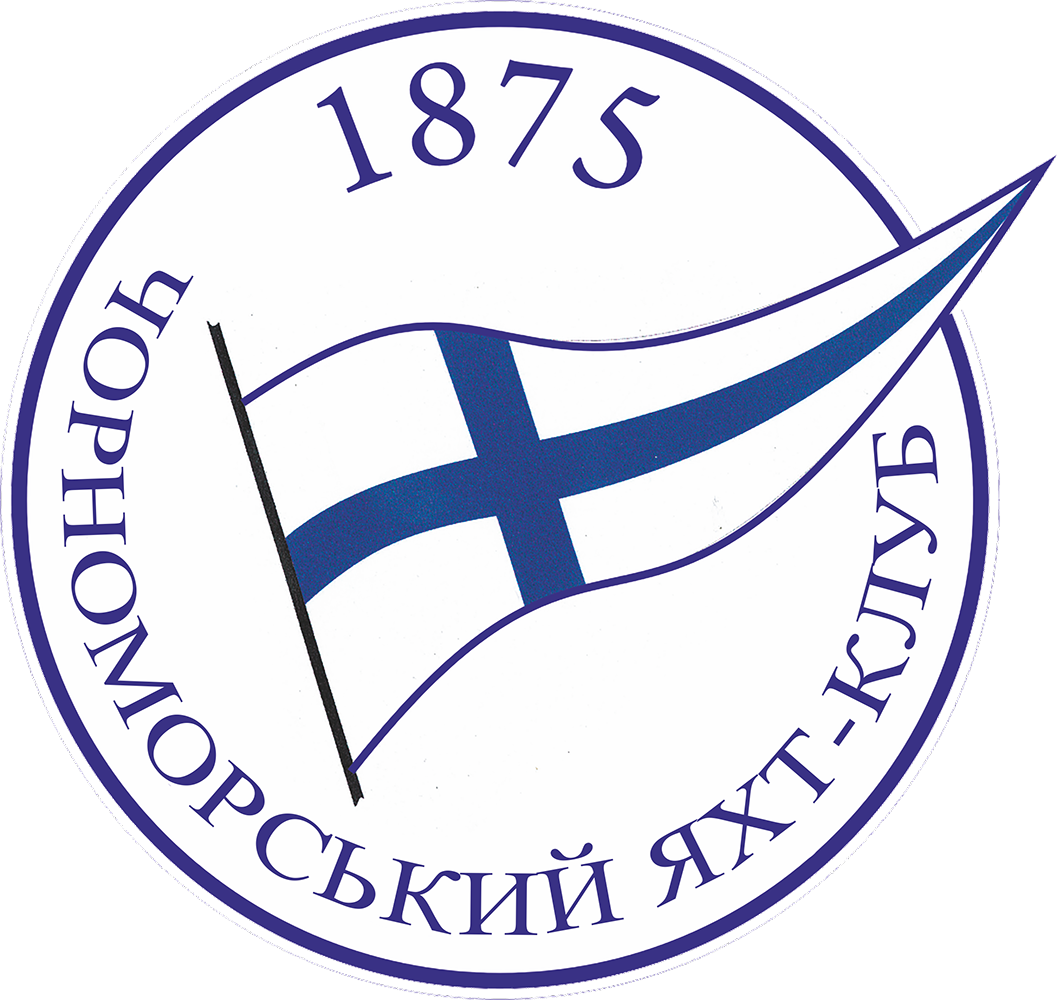
Логотип Чорноморського яхт-клубу

Чорноморський яхт-клуб (рос. Черноморский яхт-клуб) був заснований у 1975 році та наразі є центром вітрильного спорту України, в якому працюють дві дитячі школи, школи для дорослих та щорічно проводиться більш ніж 20 регат в різних класах яхт.
Чорноморський яхт-клуб є першим у своєму роді на Чорноморському узбережжі.

## Історія
Ідея клубу була започаткована за прикладом річкового яхт-клубу в місті Санкт-Петербург, під наглядом мешканців Одеси в 1874 році.
Чорноморський яхт-клуб (Імператорський) був відкритий 6 жовтня 1875 року. Тридцять засновників Чорноморського яхт-клубу ухвалили положення про офіційні «дії Яхт-Клубу», в цей же день одеський градоначальник затвердив це рішення. 9-го і потім 12-го листопада 1875 на двох зборах було обрано почесних членів яхт-клубу і його керівні органи.
На момент створення, яхт-клуб почав своє життя під заступництвом великого князя Костянтина Миколайовича, звання якого було генерал-адмірал і який в ті роки очолював флот і морське міністерство Російської імперії.
Судна членів Чорноморського яхт-клубу 1875 року: тендер «Мрія» Н. І. Бухаріна, побудований в Англії, тендер «Відпочинок» Н. М. Чихачева, побудований в майстерні Ропіт, в Одесі, тендер «Радість» М. Н. Бухаріна, побудований в Англії, шхуна «Вареник» Г. С. Суппічіча, також побудована в Англії.
Після установчих зборів членами Яхт-Клубу Було Прийнято 23 особи. Того ж 1875 року, пізньої осені була проведена й перша офіційна вітрильна гонка, на яку було виділено призів на 200 карбованців. За зиму було замовлено ще кілька яхт і до наступного сезону 1876 року була вже 9 вітрильних суден. Зимове приміщення яхт-клубу знаходилося за адресою: вул. Дерибасівська — 5, кв. 2, і все зібрання проходили там.
За радянських часів входив до складу Чорноморського пароплавства. Після розпаду СРСР перейшов у відання Одеського порту.
У 2005-му було створено комунальне підприємство.
Після загрози продажу Чорноморського яхт-клубу в Отраді приватному інвестору в січні 2021 року яхтсмени разом з громадськістю за підтримки ЗМІ все-таки зуміли захистити найстарішу марину від приватизації.
17 травня в Фонді державного майна України відбулося засідання постійної конкурсної комісії Фонду державного майна України по проведенню конкурсного відбору керівників суб'єктів господарювання державного сектору економіки із заміщення вакантної посади директора державного підприємства «Чорноморський яхт-клуб». Переможцем став Альберт Васильович Кабаков.

## Організація яхт-клубу

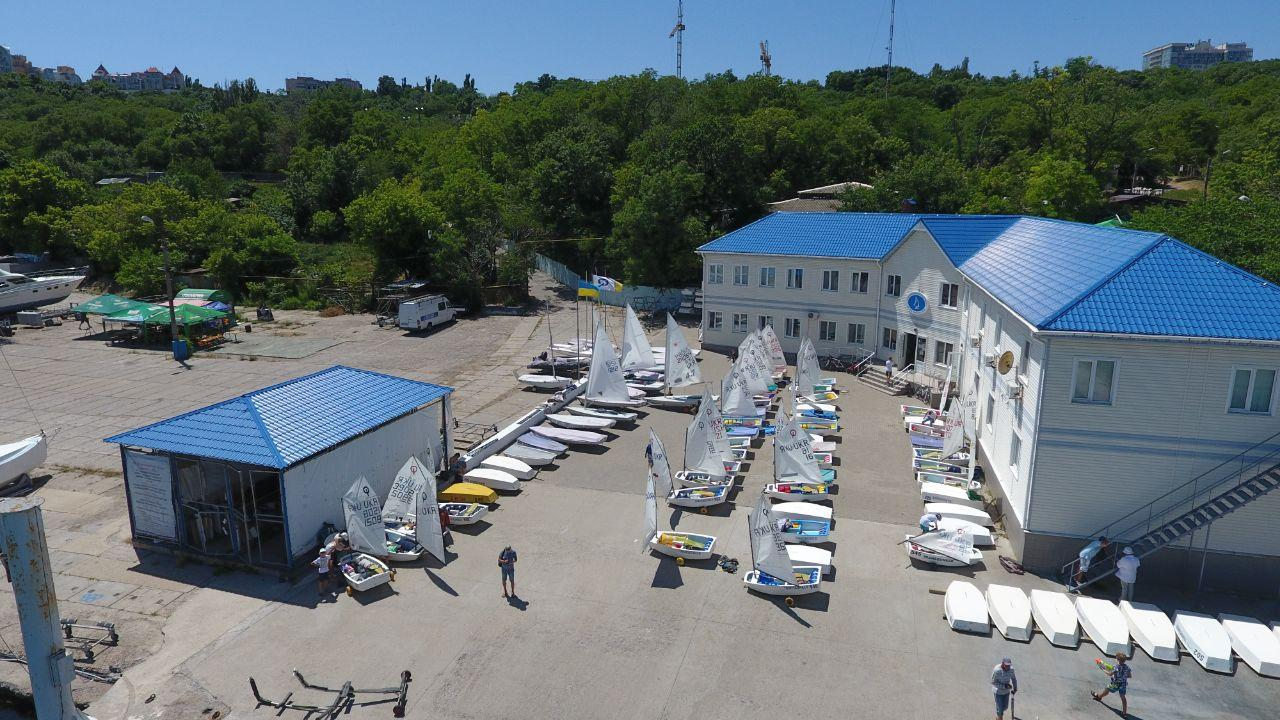
Дитячо-юнацька спортивна школа з вітрильного спорту № 13

Сьогодні це єдине місце в Україні, де можлива підготовка національної та олімпійської збірної з вітрильного спорту в умовах відкритого моря.
На базі яхт-клубу функціонують дві дитячо-юнацькі спортивні школи з вітрильного спорту, в яких займається понад 150 дітей. Крім того, тут тренується більше сотні професійних яхтсменів.

## Регата
Українська асоціація класу Platu 25 (UPCA) спільно з Міжнародною асоціацією класу Platu 25 (IPCA) у співпраці з Європейською федерацією вітрильного спорту (EUROSAF) та під егідою Вітрильної Федерації України (SFU), Одеського перегонового яхт-клубу(ORYC) та підтримки Чорноморського яхт-клубу (BSYC) раді запросити яхтсменів класу Platu 25 взяти участь у ЧЕМПІОНАТІ ЄВРОПИ 2021 EUROSAF PLATU25

## Відео
- Де Йдемо ?! Одеса: Одеський Яхт-Клуб, частина 1.
- Де Йдемо ?! Одеса: Одеський Яхт-Клуб, частина 2.